# Phyllanthus heterophyllus
Phyllanthus heterophyllus är en emblikaväxtart som beskrevs av Ernst Meyer och Johannes Müller Argoviensis. Phyllanthus heterophyllus ingår i släktet Phyllanthus och familjen emblikaväxter. Inga underarter finns listade i Catalogue of Life.